# Неосторожность (рассказ)
Неосторожность — рассказ Антона Павловича Чехова. Впервые опубликован в 1887 году в журнале «Осколки» № 8 от 21 февраля с подписью А. Чехонте.

## Публикации
Рассказ написан в 1887 году. Впервые опубликован в 1887 году в журнале «Осколки» № 8 от 21 февраля с подписью А. Чехонте, в 1899 году напечатан в книге «Памяти В. Г. Белинского. Литературный сборник, составленный из трудов русских литераторов», вошёл в собрание сочинений писателя, издаваемое А. Ф. Марксом.
При жизни Чехова рассказ переводился на немецкий, польский, словацкий, сербскохорватский и чешский языки.

## Критика
В 1887 году издатель Н. А. Лейкин писал Чехову: «Последняя Ваша вещичка в „Осколках“ опять премиленькая…». Критику В. В. Билибину рассказ понравился, однако он советовал автору писать больше серьезных произведений: «Два последние рассказа в „О‹сколка›х“ (отравившийся и беззащитное существо) недурны; я хулил предыдущие. Но не в таких рассказах Ваша слава, Ваш будущий гонорар, Ваше всё: Вы сами это отлично понимаете».
Отметили рассказ Л. Н. Толстой и А. Басаргин. По мнения Басаргина рассказ «Неосторожность» проникнут безобидным юмором.

## Персонажи
- Петр Петрович Стрижин, племянник полковницы Ивановой.
- Дашенька, свояченица, старая дева.
- Фармацевт.

## Сюжет
Петр Петрович Стрижин вернулся с крестин домой два часа ночи. По случаю рождения ребенка Любовью Спиридоновной после крестин он немного выпил. Дома ему захотелось повторить — он залез в шкаф, налил из бутылки в рюмку и выпил. Тут же с ним произошло «нечто вроде чуда» — его отбросило к сундуку, засверкало в глазах и сперло дыхание. Ощутив запах керосина, он решил, что выпил керосин. Стрижин позвал Дашеньку и пожаловался на то, что выпил керосину. Даша стала ругать его, говорить, что керосин тоже денег стоит и жаловаться на жизнь. Тогда Стрижин махнул рукой и пошел искать доктора. Не дозвонившись до докторов, он зашел в аптеку. В аптеке он стал просить у фармацевта лекарства. Фармацевт же, не встречавшийся с таким случаем, стал искать информацию в справочниках и жаловаться, что его потревожили ночью: «Вы нас, фармацевтов, не считаете за людей и беспокоите даже в четыре часа ночи, а каждая собаке, каждый кошке имеет покой». Стрижин послушал фармацевта и ушел домой. Дома он, думая, что умирает, написал записку: «Прошу в моей смерти никого не винить».
Утром Стрижин был жив и здоров. Даше он говорил, что ведет правильную жизнь, поэтому его никакая отрава не берет. Даша же вздыхала, думая, что ей продали плохой и дешевый керосин.

## Экранизация
В 1984 году вышел на экраны телефильм режиссера Владимира Мотыля «Невероятное пари, или Истинное происшествие, благополучно завершившееся сто лет назад», в котором, в частности, был экранизирован рассказ «Неосторожность». В ролях: Алексей Кожевников — Пётр Петрович Стрижин, Валентина Кособуцкая — Даша, свояченица Стрижина, Николай Боярский — фармацевт. В 1998 году к столетию МХАТа по рассказам Антона Павловича Чехова вышел на экран многосерийный фильм «Чехов и Ко». В третьей серии экранизированы рассказы «Жених и папенька» «Неосторожность» и «Хороший конец». Режиссеры: Зиновий Ройзман, Дмитрий Брусникин, Александр Феклистов. В ролях: Владимир Кашпур — Пётр Петрович Стрижин, Наталья Тенякова — Даша, свояченица Стрижина, Владимир Гуркин — фармацевт.